# Elise Honegger

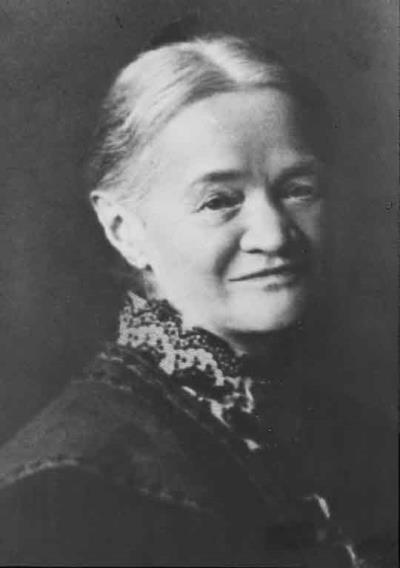
Elise Honegger, 1890.

Elise Honegger, född 1839, död 1912, var en schweizisk feminist och journalist.  Hon blev 1882 grundaren av den första nationella kvinnoföreningen i Schweiz, Schweizer Frauen-Verband, och var dess ordförande 1885-1886. 
Hon gifte sig 1867 med tidningsredaktören Mathias Egger, skrev kvinnobilagan till hans tidning Republikaners och grundade kvinnotidningen Schweizer Frauen-Zeitung 1879. 